# Paál Elek
Paál Elek (Gyergyóremete, 1883. július 16. – Kézdivásárhely, 1963. május 13.) pedagógiai író, közíró.

## Életútja
Polgári iskolát Gyergyóditrón (1900), tanítóképzőt Csíksomlyón (1905) végzett. Tanító Borbándon, Abafáján (1905–20), Székelykeresztúron (1920–26), Székelyudvarhelyen (1926–29) és Kézdivásárhelyen (1930–46). Oktatásügyi és népnevelő írásait Az Iskola, Székely Újság, Székelyföld, Székelység s a Brassói Lapok közölte. Számos vidám színművet, jelenetet, kuplét írt, ezek egy része a Bohém Világ, Népújság, Herkópáter hasábjain is megjelent.

## Munkássága
Munkái: 
- A magyar nyelv és helyesírás gyakorlókönyve (Székelykeresztúr 1923)
- Társadalmi műveltség és alkotmánytan a magyar tannyelvű iskolák V-VII. osztálya számára (Kolozsvár 1931, II. kiadás 1935)
- Az egyszeregytanítás vezérkönyve (Kézdivásárhely 1932)
- A kör területi és négyzetesítési kérdései új megvilágításban (Kézdivásárhely)
- Állampolgári nevelés és jogi alapismeretek az V. elemi osztály részére (Kolozsvár 1939).